# Djurgårdens IF Fotboll 1916
Djurgårdens IF Fotboll, spelade i Svenska serien. Man blev 6:a i serien. Man förlorade finalen mot Stockholmsklubben AIK med 3-1 inför 7500 åskådare.